# Museu da Cerveja (Lisboa)
Inaugurado no dia de Portugal em 2012 , na Praça do Comércio, o Museu da Cerveja é simultaneamente um restaurante, focado na gastronomia portuguesa, e um museu que apresenta a história da cerveja, a bebida alcoólica mais consumida em todo o mundo.
O Museu da Cerveja faz parte do grupo empresarial O Valor do Tempo.

## Restaurante
O restaurante do Museu da Cerveja é um espaço para descobrir Portugal através de um roteiro pela gastronomia portuguesa. No interior, o espaço tem capacidade para 200 pessoas e a esplanada, com vista para o Tejo, tem capacidade para 400 pessoas.

## A Cerveja
A cerveja é homenageada num altar construído com copos de design exclusivo (gravados com as bandeiras dos 192 países do mundo), da autoria de um dos mais prestigiados artistas plásticos portugueses do século XX – Júlio Pomar – que assina também «Contos Murais», um painel de azulejos com mais de dez metros de comprimento que faz parte da decoração do restaurante.

## Museu

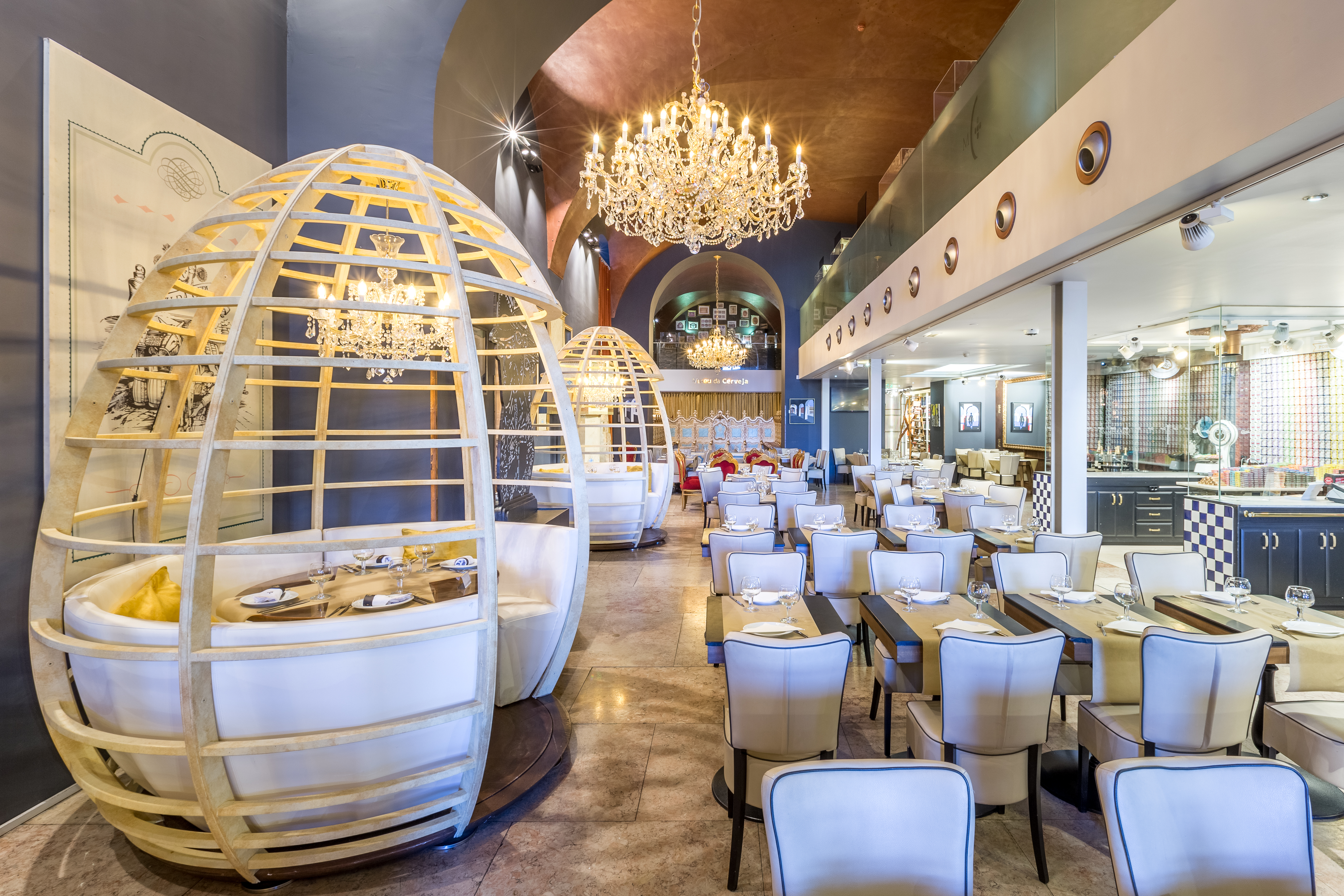
Restaurante

Além do restaurante, o Museu da Cerveja tem também um núcleo museológico que promove uma experiência cervejeira multissensorial, numa viagem à evolução da cerveja nos últimos cinco séculos em Portugal, em 3 espaços temáticos: Adega Monástica, Espaço 1900 e a degustação, onde é possível saborear mais de 100 cervejas artesanais portuguesas.

#### Adega Monástica
A adega monástica europeia marca uma época em que a produção da cerveja se fazia com poucos recursos, pelos monges que a fabricavam para se alimentarem e manter o corpo aquecido durante o horário em que se impunha o jejum. Produzida em larga escala nos mosteiros, a cerveja começou a ser enviada para toda a Europa e também para Portugal.

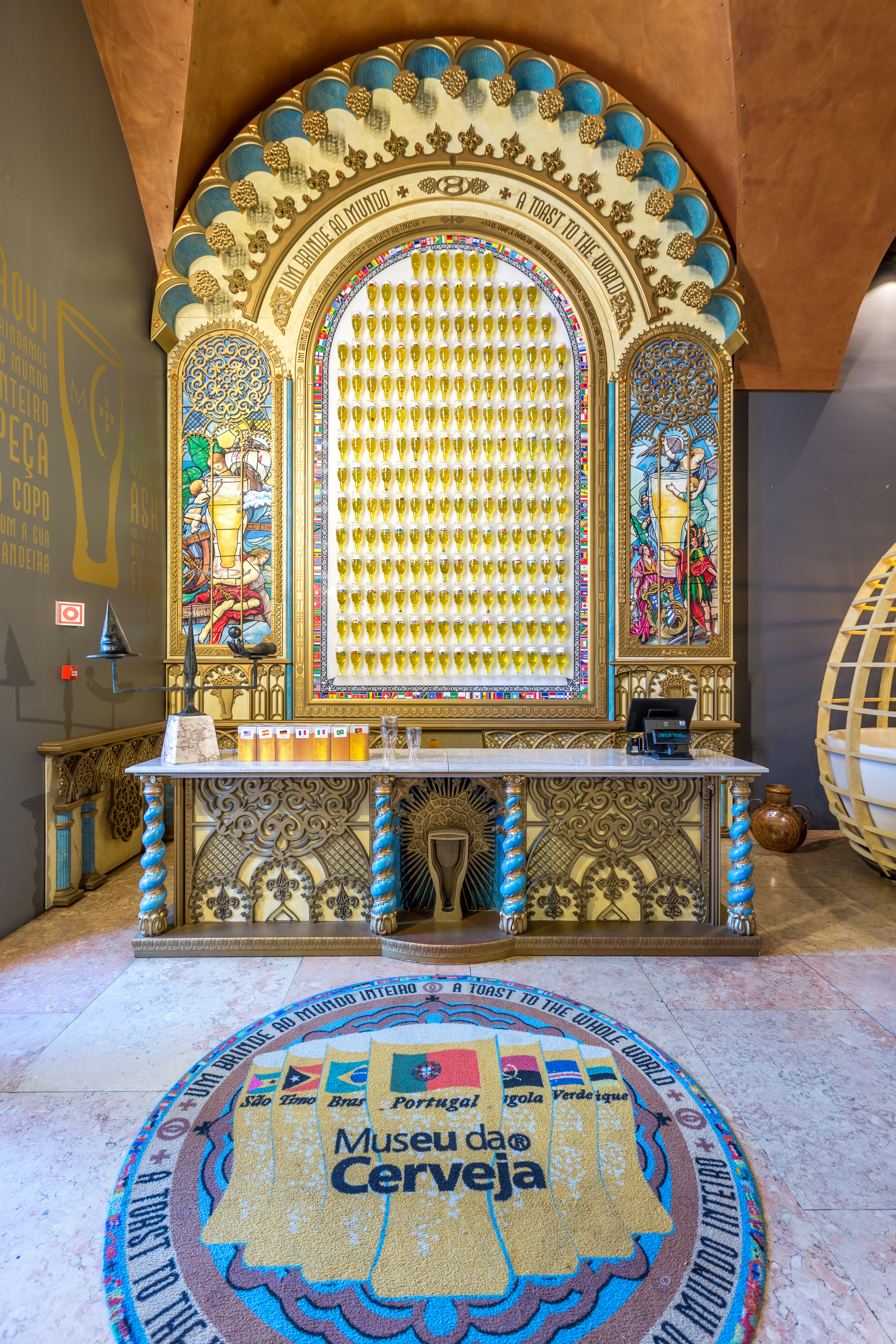
Altar de copos Júlio Pomar

No século XVIII, contudo, D. João V impôs uma interdição à importação da cerveja, como resultado das muitas queixas dos produtores portugueses de vinho, que se lamentavam do consumo crescente da cerveja em detrimento do vinho nacional. Essa interdição escancarou as portas ao fabrico da cerveja em Portugal e Manuel Garcia Moreira, que sabia que a boa água era determinante para o fabrico de uma boa cerveja (e se a água que chegava a Lisboa pelos aquedutos romanos tinha excelente qualidade!), criou uma cerveja portuguesa que, apesar da interdição, passou ironicamente a fornecer a Casa Real Portuguesa.

#### Espaço 1900
Foi no início do séc. XX que a produção caseira deu lugar ao princípio da produção industrial da cerveja em Portugal. Essa industrialização, em larga escala ou feita de forma artesanal, é aqui retratada num espaço cénico e lúdico, que ajuda a entender o princípio da produção e distribuição da cerveja à luz do espírito do advento da industrialização.
Neste espaço, é possível encontrar um laboratório cervejeiro por entre vidrarias, pipetas, balões e um número sem fim de frascos e garrafas de múltiplas formas e feitios e descobrir a destilaria com os alambiques de cobre e os barris, o minucioso processo da rotulagem, e a operação da cravagem das caricas.

#### Uma Ode à Cerveja Artesanal Portuguesa

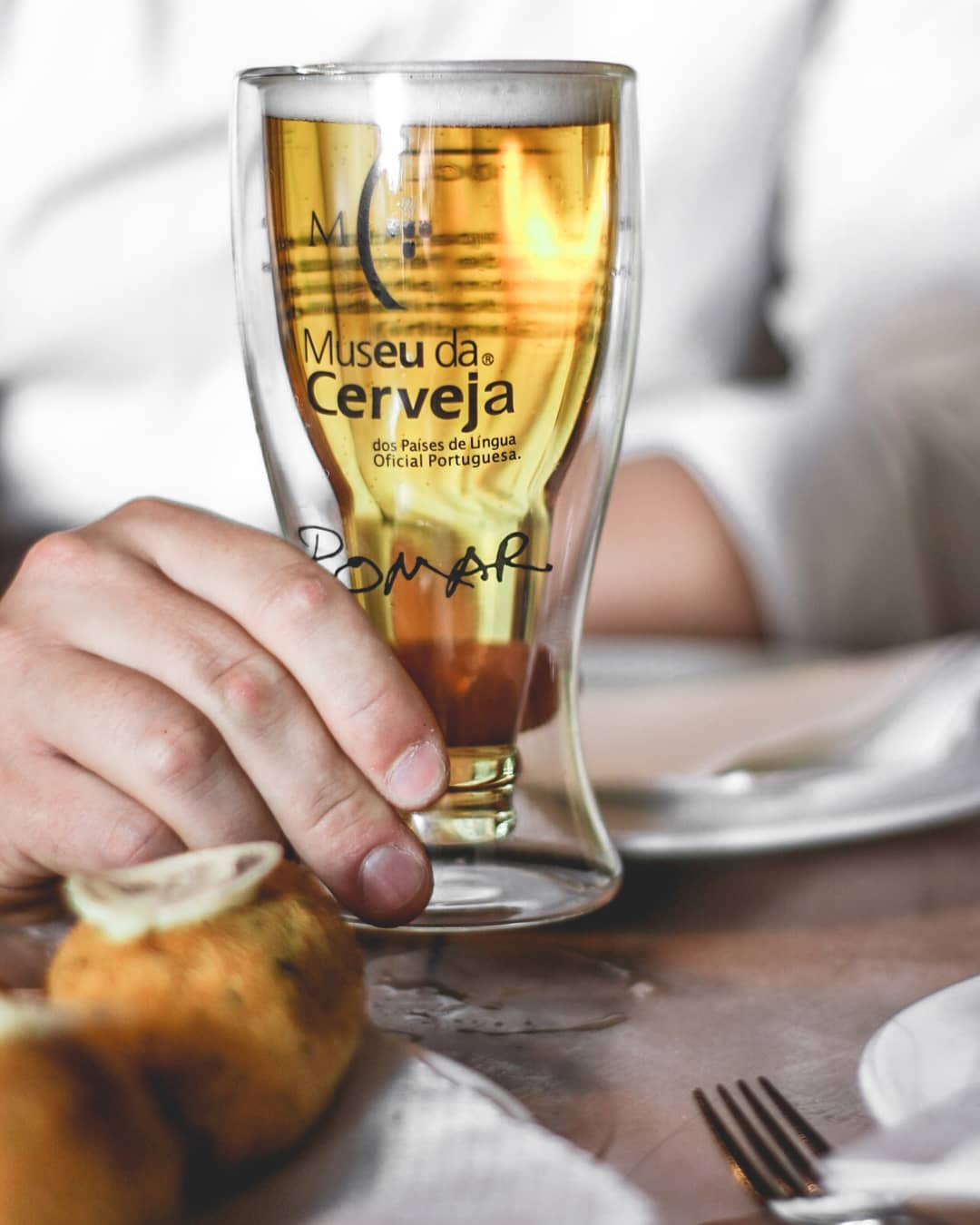
Copo Júlio Pomar

No Museu da Cerveja é possível conhecer o universo das cervejas artesanais portuguesas, fabricadas atualmente de norte a sul do país por mais de 100 produtores, revelando a capilaridade desta bebida em Portugal.

## A Introdução da Cerveja em Portugal
Provas arqueológicas documentam que os Lusitanos já consumiam uma bebida fermentada em períodos festivos, mas foi a época do Reino de Portugal que marcou verdadeiramente o início do cultivo de cereais que permitiam canalizar uma parte da colheita para a produção da cerveja. Essa produção era levada a cabo por nobres estrangeiros, já com fortes tradições cervejeiras, a quem os reis ofereciam terras, como agradecimento pela ajuda nas batalhas da defesa do reino.

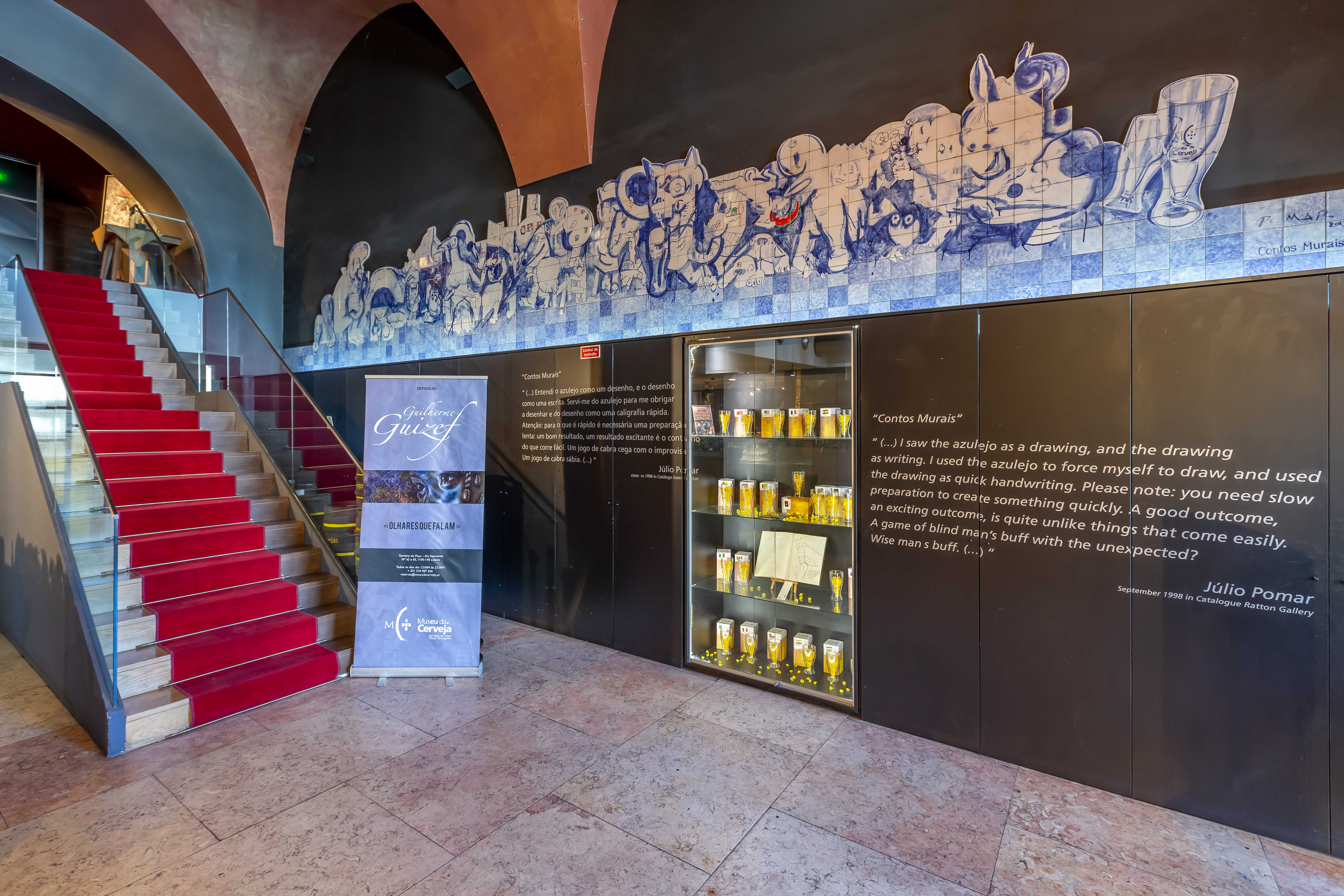

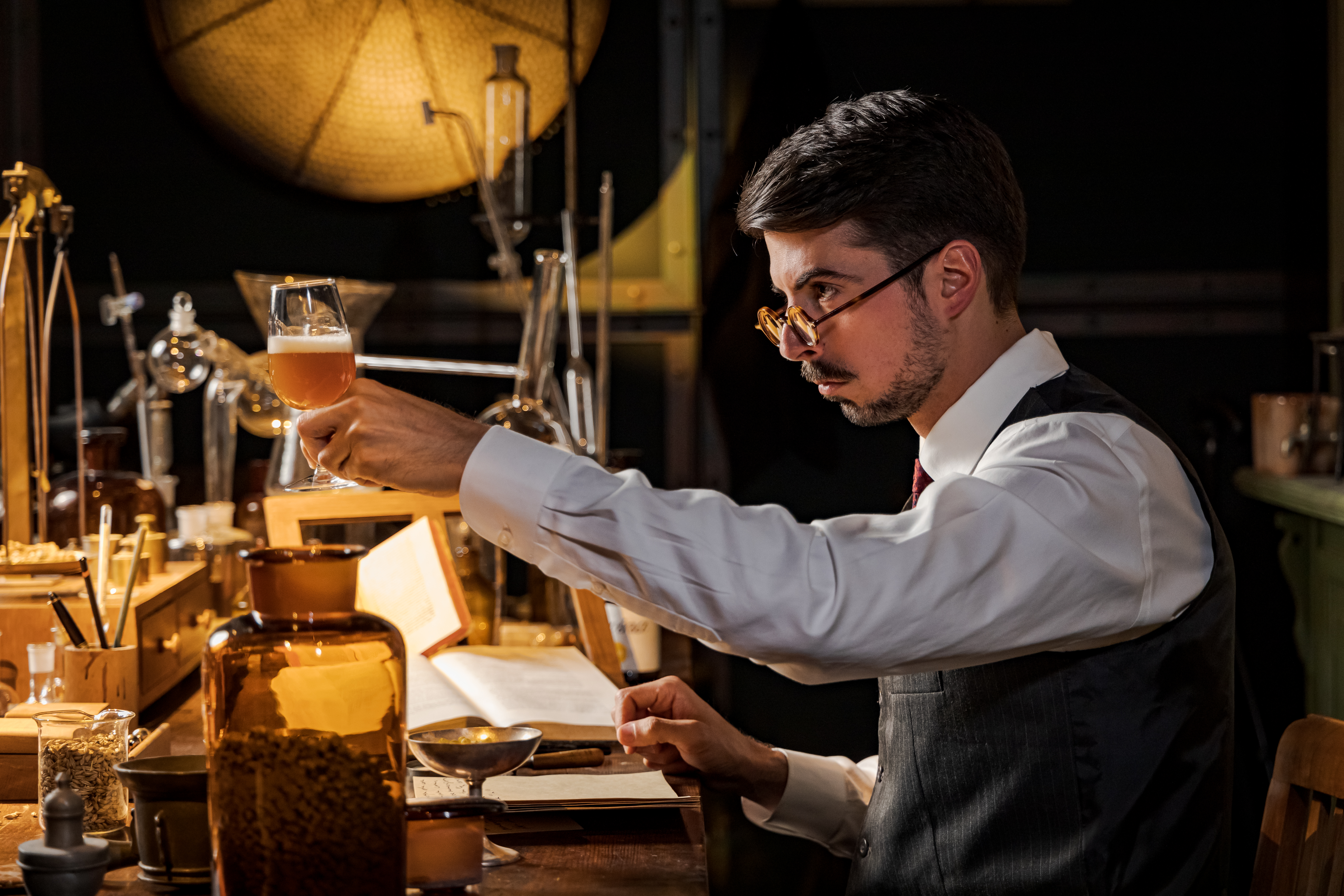

No período áureo dos Descobrimentos Portugueses, Portugal tornou-se um ponto estratégico de trocas comerciais e eram frequentes os desembarques de cerveja nos portos das cidades, maioritariamente alemã, flamenga e inglesa, embora o vinho tivesse uma tradição marcadamente dominadora no país, fazendo com que a cerveja fosse sobretudo consumida por estrangeiros que aqui viviam ou estavam de passagem.
Foi já no final do século XVIII e ao longo do século XIX que a indústria da cerveja se consolidou em Portugal através da produção industrial desta bebida e mais recentemente, a partir de 2010, abriu-se espaço para a produção independente de cervejas artesanais, de autor, que começaram a ter verdadeira expressão. São hoje mais de 100, numa rota cervejeira que é possível conhecer no Museu da Cerveja.